# Mario Wálter González
Mario Wálter González (Montevidéu, 27 de maio de 1950) é um ex-futebolista uruguaio que atuava como defensor.

## Carreira
Mario Wálter González fez parte do elenco da Seleção Uruguaia de Futebol, na Copa do Mundo de  1974.